# Bataafse Revolutie

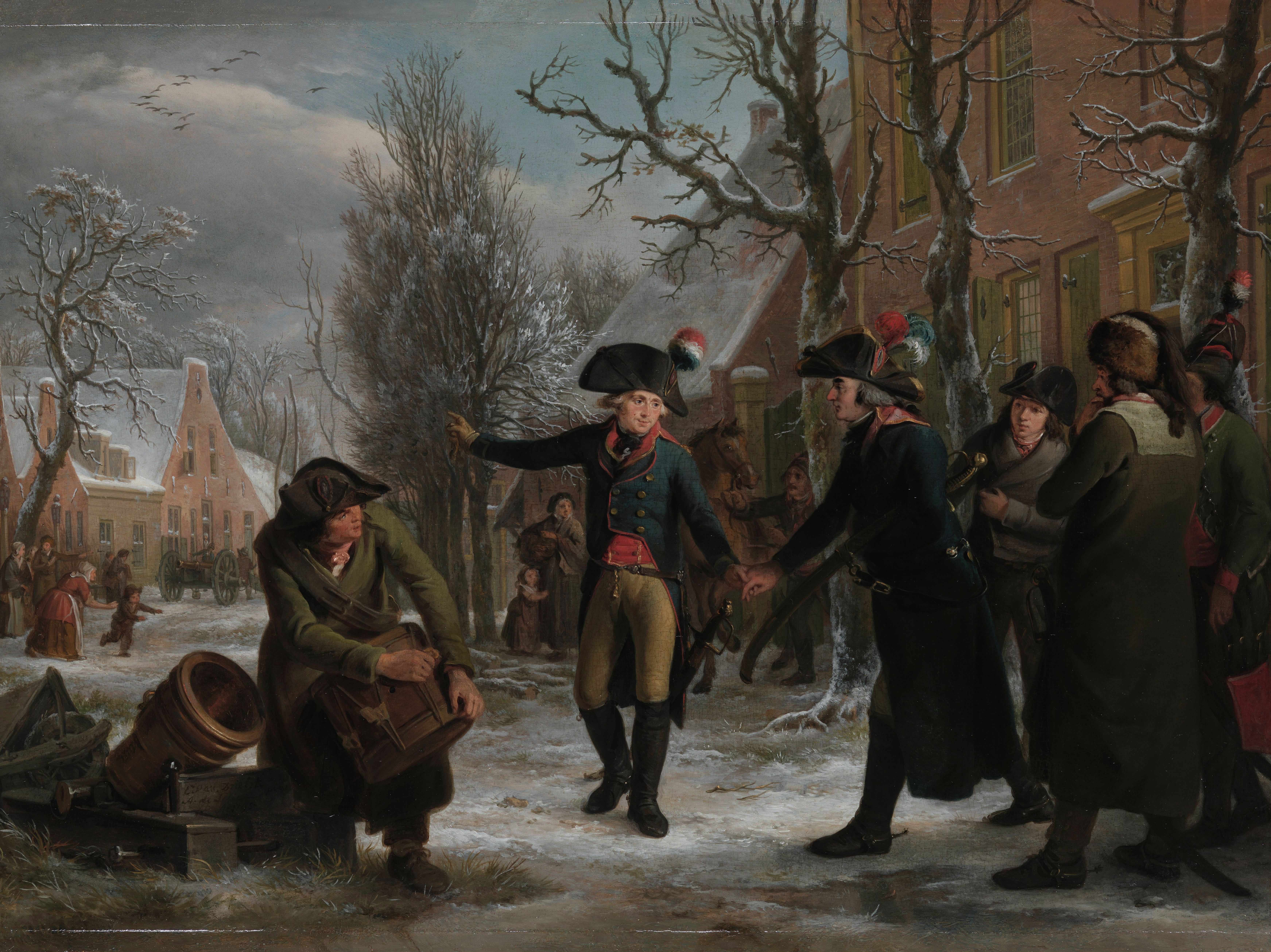
Egbert van Drielst en Adriaan de Lelie: Krayenhoff in Frans uniform bij zijn vertrek uit Maarssen op zondagochtend 18 januari 1795

De Bataafse Revolutie vond plaats tussen 1794 en 1799. In deze periode werd een nieuw staatsbestel voorbereid en gevormd. Het was een omwenteling die de naam revolutie kreeg om een revolutie in werkelijkheid te voorkomen. In vergelijking met de Franse Revolutie in de jaren 1793 en 1794, waarin het Schrikbewind de toon zette, was de Bataafse Revolutie een fluwelen revolutie, zonder enig bloedvergieten. De Bataafse omwenteling van 1795 is een onderdeel van deze revolutie.

## Voorgeschiedenis

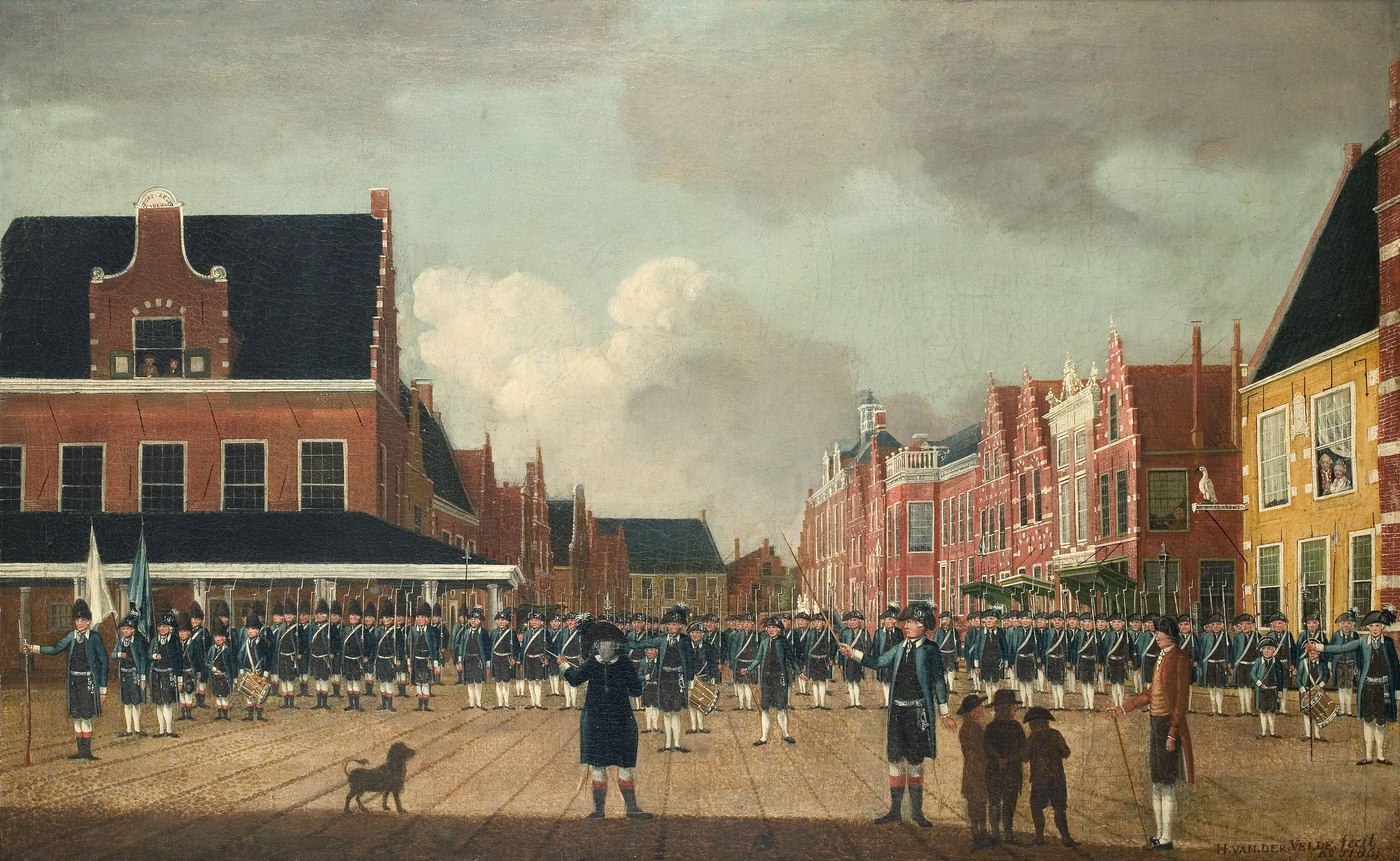
Het Exercitiegenootschap van Sneek (1786), verzameld op het Marktplein, door Hermanus van de Velde. Fries Scheepvaart Museum, Sneek

Net als in andere delen van Europa groeide eind 18de eeuw in de Republiek der Zeven Verenigde Nederlanden weerstand tegen een bestuur waar vorsten, adel en hoge geestelijkheid het voor het zeggen hadden, en de wens naar een eerlijker bestuur en een meer egalitaire maatschappij, zodat een einde zou kunnen worden gemaakt aan het verdelen van baantjes binnen de regentenklasse. In de Nederlanden stonden de zogenaamde Orangisten, die stadhouder Willem V zijn absolutistische macht wilden laten behouden en de oude regentenpartij, tegenover de patriotten die, onder invloed van de Franse ideeën van de Verlichting en de Amerikaanse Revolutie, meer democratische invloed op het benoemingsbeleid eisten en meer kansen wilden scheppen voor uitgesloten delen van de bevolking, vooral de bourgeoisie waartoe ze zelf behoorden. De boeren en het stedelijk proletariaat waren typisch op de hand van Oranje.
De patriotten ijverden in het bijzonder voor veranderingen in het aanstellingsbeleid. Op die manier zou niet alleen hun invloed toenemen, maar ook een andere koers kunnen worden gevaren ten opzichte van het Verenigd Koninkrijk nadat de Vierde Engelse Oorlog op vernederende wijze verloren was. Tussen 1783 en 1787 hadden de patriotten, ondanks de vermeende uitsluiting, in een aantal steden en gewesten zich een invloedrijke positie in de vroedschap weten te verwerven en de positie van de stadhouder, die tot dan toe bijna alle benoemingen controleerde, kwam in het gedrang. Er bestonden nog geen politieke partijen en de patriotten organiseerden zich in plaatselijke exercitiegenootschappen als militair tegenwicht tegen het Staatse leger. Toen het in september 1786 de exercitiegenootschappen verboden werd een centrale militaire organisatie op te zetten, escaleerde het conflict. Er ontstond een situatie van een bijna-burgeroorlog, de patriotten namen de macht over in het gewest Holland en de stadhouder trok zich terug in Nijmegen. Nadat Frederik Willem II van Pruisen een leger van 26.000 man naar de Republiek stuurde, werd de macht van de stadhouder Willem V hersteld, de Oranjerestauratie (1787). Maar de rust was slechts tijdelijk teruggekeerd. Veel voormannen van de patriotten waren naar Frankrijk gevlucht, hopend dat een omwenteling in de Europese internationale verhoudingen hun de kans zou bieden terug te keren.
In 1789 brak de Franse Revolutie uit. Drie jaar later wenste de belangrijkste politieke factie in dat land, de girondijnen, de Revolutie te exporteren naar de rest van Europa, niet in de laatste plaats om de aandacht van de vele binnenlandse problemen af te leiden. Op 19 november 1792 verklaarde Jacques Pierre Brissot dat Frankrijk ieder land zou steunen om zijn vrijheid te herwinnen. Twee dagen later verklaarde hij: "Wij kunnen pas gerust zijn als heel Europa in vuur en vlam staat." In 1792 was Charles-François Lebrun de Franse minister van Buitenlandse Zaken. Hij onderhandelde met enkele Nederlandse patriotten over de toekomstige grenzen. De girondijnen rekenden op exploitatie van de veroverde gebieden om een economische crisis te lijf te gaan.

## Inval door Dumouriez

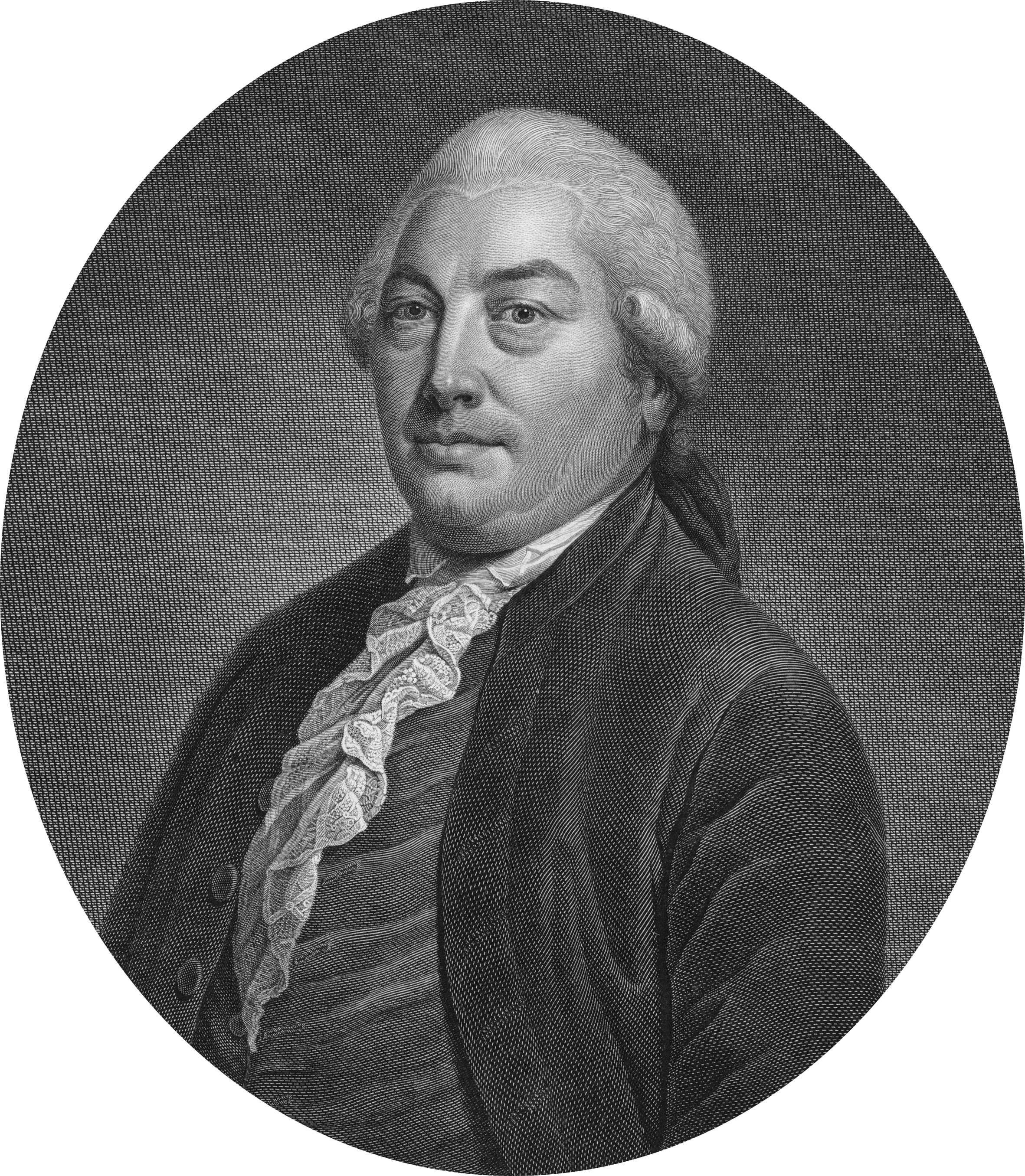
Carel Wouter Visscher, naar een schilderij van Isaac Schmidt

Op 1 februari 1793 werd een oorlogsverklaring uitgegeven, niet aan de landen, maar aan George III van Engeland en stadhouder Willem V. Generaal Dumouriez werd opgedragen de Nederlanden binnen te vallen. Begin februari vielen Venlo, en Stevensweert in handen van de Franse troepen. De Franse generaal kreeg assistentie van Herman Willem Daendels met tachtig ruiters van het Bataafs Legioen en ca 2.800 manschappen. Op 17 februari vond de hoofdaanval plaats; via Breda zouden de troepen opstoten naar Dordrecht. Klundert en Bergen op Zoom vielen rond 25 februari. Willemstad kreeg een beleg te verduren van twee weken. Op 2 maart proclameerde de Nationale Conventie steun van de Eerste Franse Republiek aan de Bataven, maar het beleg van Maastricht werd op die dag opgebroken. Geertruidenberg viel op 4 maart; Breda koos op 5 maart een "revolutionaire" gemeenteraad. Op 6 maart verschenen de Fransen voor Eindhoven. Op 8 maart kreeg Dumouriez opdracht zich terug te trekken en zich op te maken voor een strijd tegen de geallieerden bij Neerwinden, die hij verloor.
Begin 1794 maakte Carel Wouter Visscher deel uit van een geheim comité, dat zich tot doel had gesteld een opstand te bewerkstelligen vóór de Franse legers de stad Amsterdam kwamen bezetten. Na de val van Robespierre hadden de troepen zich in beweging gezet en in juli lagen ze voor Antwerpen. Alexander Gogel reed met Willem Irhoven van Dam naar Brussel om besprekingen te voeren met de Franse legerleiding. In augustus 1794 hielp Visscher mee aan de voorbereiding van de nu aanstaande omwenteling. Samen met Rutger Jan Schimmelpenninck, Cornelis Rudolphus Theodorus Krayenhoff, Nicolaas van Staphorst en Alexander Gogel nam hij deel aan het verbergen van wapens. Op 14 oktober zou een poging worden gedaan tot revolutie, maar de mannen werden verraden en sloegen op de vlucht.

## Bezetting door Pichegru

Franse invasie 1794-1795 in de Nederlanden en het Rijnland

De legers van Pichegru dreven de Britse-Hessische-Hannoverse-Staatse geallieerden steeds verder terug op Staats grondgebied. Er werd onder andere gevochten in de zogenaamde Slag om Boxtel op 14 en 15 september 1794. Op 21 september lag Pichegru voor 's-Hertogenbosch. Het beleg van de stad zou drie weken duren.  Op 18 oktober lukte het hem ook Nijmegen in te nemen. In plaats van winterkwartier te maken, bereidde hij zijn leger voor op een wintercampagne. Jacob Blauw reisde met Irhoven van Dam naar Parijs. Ze hadden een ontmoeting met Johan Valckenaer en Nicolaas van Staphorst, om de onderhandelaars Gerard Brantsen en Ocker Repelaer tegen te werken die de stadhouderlijke regering naar Parijs gezonden had. Ze kregen toegang tot het Comité de salut public en Lazare Carnot, die verbaasd reageerde toen het gezantschap zich afvroeg waarom de bezetting van het noorden van de Republiek zo lang werd uitgesteld. Het tweetal werd terechtgewezen en droop af. Inmiddels bleek Valckenaer in Parijs al te zijn begonnen met het verdelen van baantjes in de Republiek.

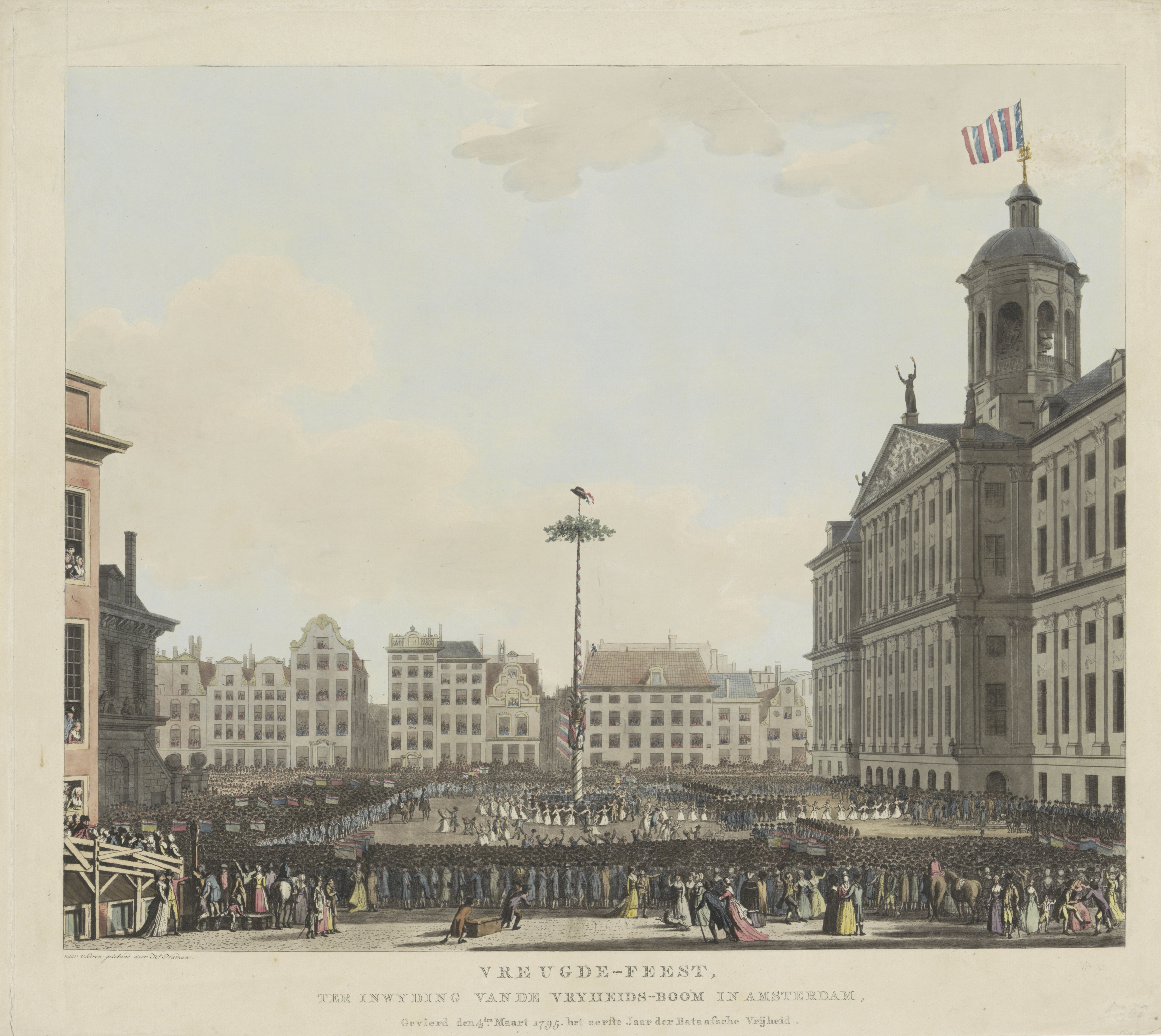
Rond de vrijheidsboom op de Dam werd de Carmagnole gedanst

Op 4 november 1794 veroverde Kléber de vesting Maastricht (Beleg van Maastricht (1794)). Op 27 december stak een voorhoede de bevroren Maas over, en op 10 januari werd op meerdere plaatsen de bevroren Waal overgestoken, zowel ten oosten als ten westen van de Oude Hollandse Waterlinie. De geallieerden raakten ingesloten, met name de Engelsen. De Staten van Utrecht boden op 15 januari 1795 in Culemborg de Franse generaal Salm een wapenstilstand aan, die deze afwees. Toen capituleerde het gewest Utrecht maar geheel. Op 16 januari trokken de Fransen over de Lek de provincie binnen. In Amsterdam vond een fluwelen revolutie plaats op zondag 18 januari, Krayenhoff kwam op last van Daendels de Amsterdamse burgemeesters vertellen dat ze de volgende dag beter konden aftreden. Om tien uur 's ochtends marcheerden de Franse troepen de stad binnen. Samuel Iperusz Wiselius, Krayenhoff, Irhoven van Dam, Jacob Blaauw en Van Staphorst verzochten Pichegru om de vrijheidsboom te planten en vrijheid, gelijkheid en broederschap te realiseren. Het was opmerkelijk dat plundering achterwege bleef.

## Bataafse Republiek

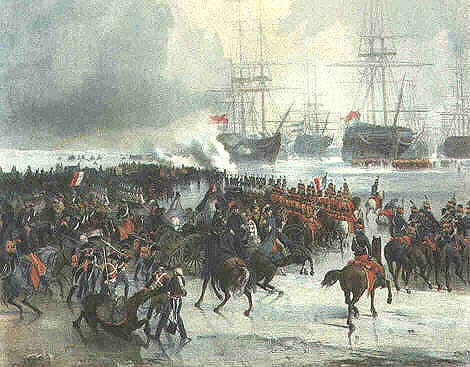
De ingevroren vloot bij Den Helder, door Charles Louis Mozin (1806-1862)

De Bataafse Republiek werd uitgeroepen op 19 januari 1795; de avond ervoor was de erfstadhouder Willem V met assistentie van Lodewijk van Heiden naar Engeland gevlucht. Spoedig daarop keerde Gogel terug naar Amsterdam, waar hij een 'politiek commentaar' schreef voor het hoofd van de Franse bezettingsmacht. Valckenaer bereidde de stukken voor, voor een veroordeling van de raadpensionaris Laurens Pieter van de Spiegel en de stadhouder.
De Franse émigrés hadden zich verzameld in Enkhuizen, in de hoop de bevroren Zuiderzee over te steken. Op 24 januari dwongen de Franse troepen, aangekomen bij Den Helder tot de overgave van de Nederlandse vloot aan de Franse cavalerie. Eind januari 1795 waren ook Hattem, Kampen en Zwolle revolutionair. Op 14 februari stonden de troepen voor de stad Groningen. Het Engelse leger verliet de Republiek via Emden. Op 19 februari besloot de Nationale Conventie dat de Bataafse Republiek de kosten en soldij voor 80.000 man op zich zou moeten nemen.
Volgens Simon Schama werd Visscher met Pieter Paulus, Nicolaas van Staphorst en Jacob Hahn gevraagd lid te worden van de voorlopige regering. Pieter Paulus kwam binnen enkele dagen met de Verklaring van de rechten van de mens en van de burger.
Wiselius pleitte voor een geheel nieuw bestel, met een krachtigere centrale leiding. Hij nam duidelijk afstand van de Unie van Utrecht, dat volgens hem slechts een zwak, weinig samenhangend, veelszins nutteloos en schier dagelijks geschonden tractaat was. De Provinciale Staten zouden tot slechts administratieve besturen worden teruggebracht. Irhoven van Dam deed voorstellen voor de invoering van een Burgerlijke Stand.
In mei 1795 werd Emmanuel Joseph Sieyès samen met Jean-François Reubell naar Den Haag gestuurd om te onderhandelen over de grenzen van de Bataafse Republiek. Na een week verklaarden de diplomaten van de beide landen in het Verdrag van Den Haag (1795) dat zij elkaars soevereiniteit zouden respecteren. De Bataafse Republiek werd gedwongen honderd miljoen gulden schadevergoeding te betalen voor haar bevrijding, een bezettingsleger van 25.000 man te onderhouden en een lening aan de Fransen te verstrekken. Maastricht, Venlo en Zeeuws-Vlaanderen werden Frans gebied. De haven van Vlissingen moest worden opengesteld voor Franse schepen. Dit verdrag was een zware prijs voor de "bevrijding van het land" en lokte veel protest uit, maar het was onvermijdelijk.

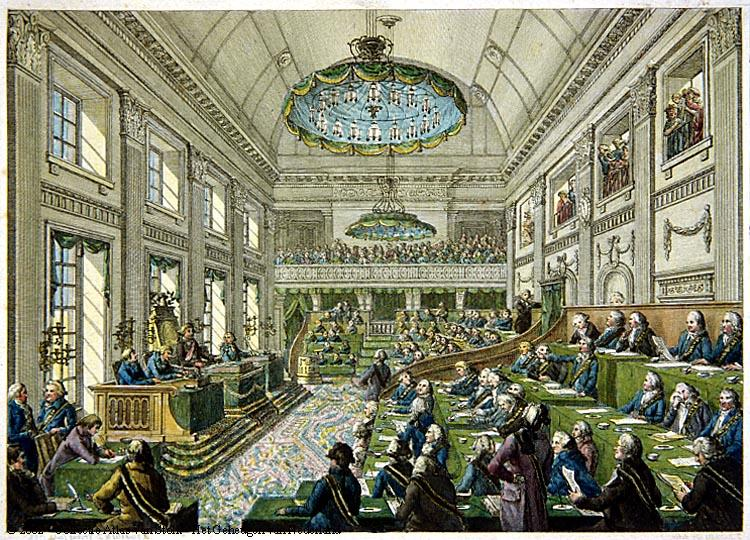
Eerste Nationale Vergadering, door Reinier Vinkeles en Daniël Vrijdag naar Jan Bulthuis

De patriotten raakten verdeeld over de eenheidsstaat of instandhouding van de macht van de gewesten. De federalisten waren vooral bang dat Holland en Amsterdam te veel invloed zouden uitoefenen. De federalisten waren conservatief; zij waren al blij met het vertrek van de stadhouder en wilden verder geen hervormingen. Zij waren voorstanders van gewestelijke autonomie. De unitariërs daarentegen waren radicaal; de gewesten moesten worden vervangen door departementen en er moest een krachtig, democratisch en centraal bestuur komen voor de Bataafse Republiek. De moderaten van Schimmelpenninck namen een tussenpositie in; ze wilden ook een centrale staat, net als de unitariërs, maar zagen niets in een verregaande verruiming van de kieswet.
De federale structuur bleef nog een jaar bestaan. In plaats van de Staten-Generaal der Nederlanden werd op 1 maart 1796 een Eerste Nationale Vergadering ingesteld. Johan Frederik Rudolph van Hooff en Pieter Vreede speelden een hoofdrol. Een nieuwe grondwet zou tot stand moeten worden gebracht. Het ontwerp werd weggestemd in augustus 1797. Een nieuw gekozen parlement was niet in staat een nieuw ontwerp te produceren. Op 22 januari 1798 pleegden Pieter Vreede, Wybo Fijnje, Theodorus van Leeuwen en Stefanus Jacobus van Langen een coup met steun van de Fransen en van Daendels. De federalisten moesten het afleggen tegen de unitariërs. Het Uitvoerend Bewind produceerde in korte tijd (op 1 mei) een Staatsregeling.
Daendels raakte geïrriteerd door het radicale tempo van de democratische hervormingen en reageerde in juni 1798 met een tweede staatsgreep. De moderaten namen de macht over en de Bataafse Revolutie was voorbij. Een politiek van verzoening kwam daarvoor in de plaats. Voor oud-vluchtelingen met een aristocratische dan wel democratische opvatting was geen plaats meer.

## De overzeese bezittingen

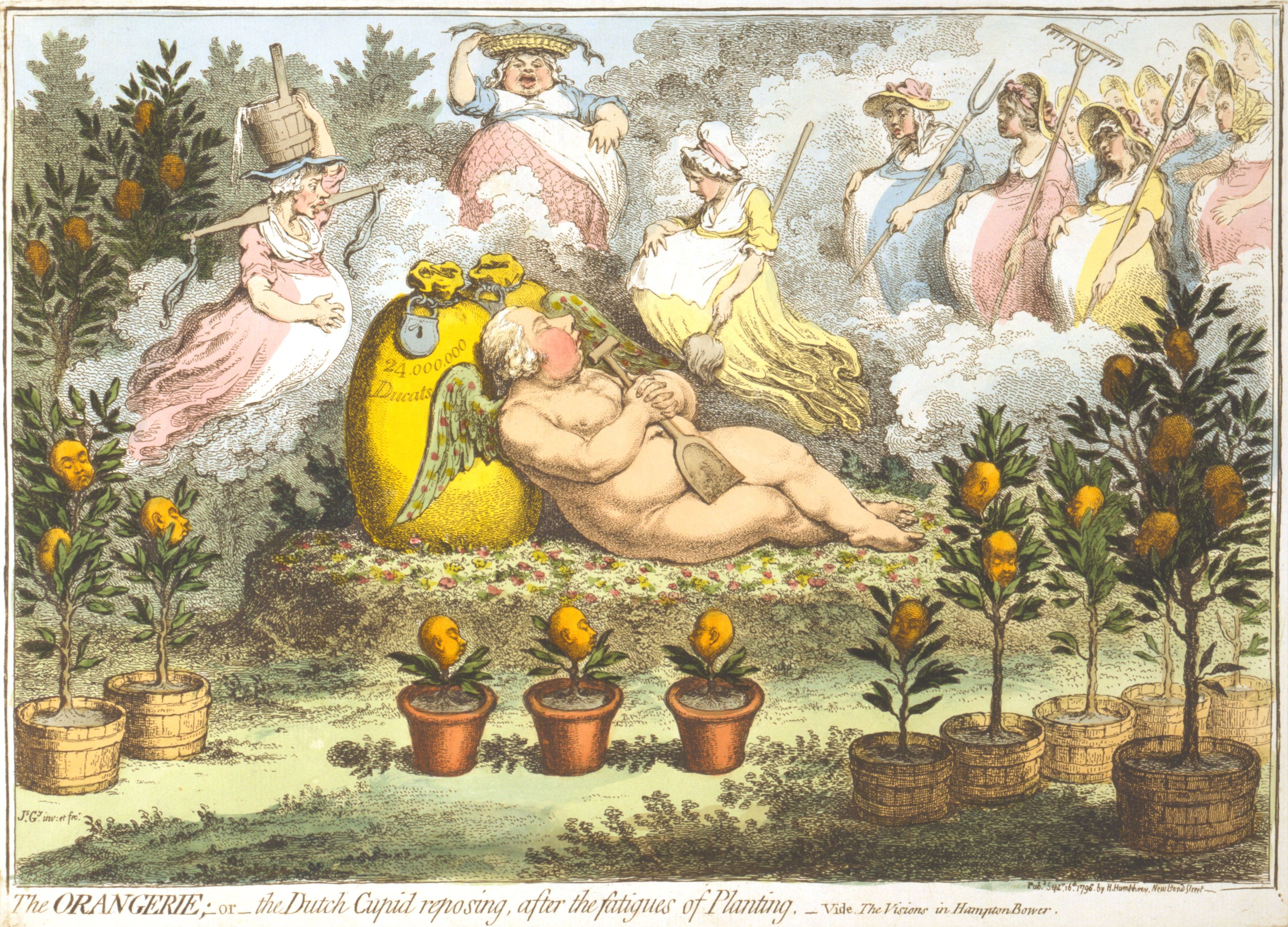
Spotprent op Willem V, in 1796 verschenen in Engeland

Na zijn vertrek in 1795 gelastte de voormalige stadhouder Willem V in de brieven van Kew alle overzeese gebieden zich onder het gezag te stellen van de Engelsen, die inmiddels de Bataafse Republiek de oorlog verklaard hadden. Tal van gebieden, zoals Kaap de Goede Hoop en veel factorijen in India, werden door Engelsen overgenomen, soms met handhaving van het Nederlandse bestuur. Een groot deel van de Nederlandse koloniale macht eindigde in 1795. Guyana en Ceylon kwamen nooit meer in Nederlandse handen. De Kaapkolonie werd teruggegeven, maar zou in 1806 voorgoed door de Britten worden bezet.